# Björkdalsgruvan

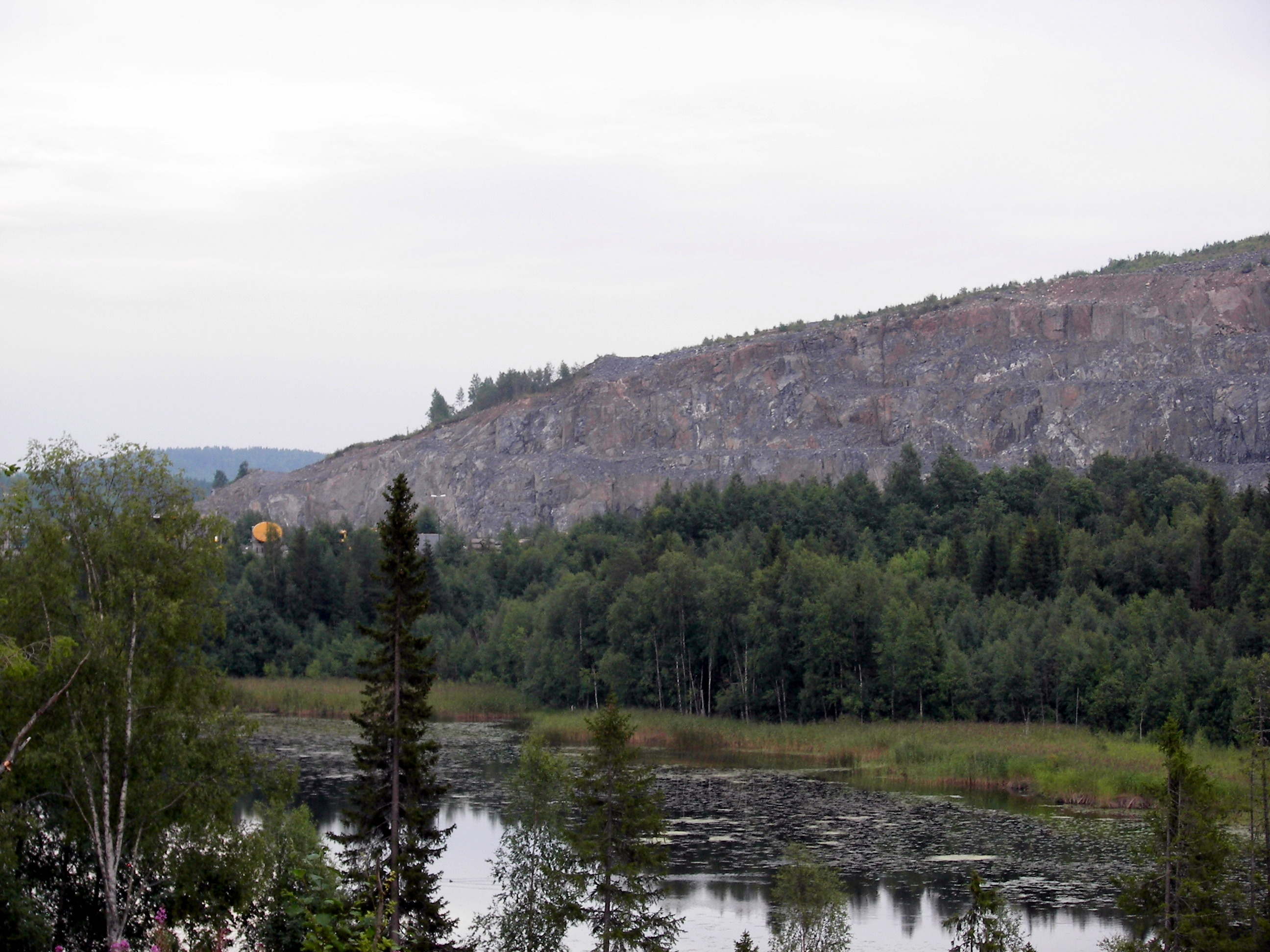
Björkdalsgruvan med sjön Mörttjärnen i förgrunden.

Björkdalsgruvan är en av norra Europas största gruvor för utvinning av guld. Gruvan är belägen nordväst om Sandfors, cirka 20 kilometer väster om Kåge i Västerbottens län. År 2017 hade gruvan över 160 anställda.
Efter att guld hittades på platsen 1983, gjordes prospekteringsborrningar och gruvan invigdes den 27 september 1988. År 2015 omsatte Björkdalsgruvan 444 miljoner kronor och hade 148 anställda. Produktionen uppgår till ca 1,3 miljoner ton malm per år, där hälften kommer från dagbrottet och hälften från under jord. Guldhalten ligger 2019 i snitt på 2,36 gram guld per ton malm. I februari 2017 bedömdes gruvans livslängd att vara minst i tio år. Samma bedömning gjordes i mars 2019 och den visade också samma resultat.
Björkdalsgruvan ägdes av Elgin Minings som blev uppköpta år 2014 av Mandalay Resources.